# Metal Mania
Metal Mania é o sétimo álbum de estúdio da carreira solo do guitarrista brasileiro Robertinho de Recife.
Em 2014, em comemoração aos 30 anos do LP, o guitarrista disponibilizou gratuitamente o download deste álbum em sua página do Facebook.
Em 2015, o álbum foi tema do programa "O Som do Vinil", que apresenta os bastidores da criação de álbuns que se tornaram clássicos.

## Receptividade
Conforme Marcelo Moreira, do site Combate Rock, "gravado em 1984, o álbum deixou o Brasil todo de boca aberta, na época, com a sonoridade ríspida e pesada do hard e do metal (...) o projeto Metalmania fazia um rock pesado de alta qualidade – tão alta que estava à frente do seu tempo, ao menos por aqui, o que rendeu a incompreensão do mercado". Segundo o site Clube de Jazz, "lançado em 1984, “Metalmania” é uma obra obrigatória do estilo e cunhou um dos maiores hinos do heavy metal no país, o clássico “Metal Mania”".

## Faixas
| Lado A |                           |                                                                     |         |  |
| N.º    | Título                    | Compositor(es)                                                      | Duração |  |
| 1.     | "Fantasia, Preto E Prata" | Robertinho de Recife                                                | 2:12    |  |
| 2.     | "Fogo"                    | Robertinho de Recife                                                | 3:44    |  |
| 3.     | "Metal Mania"             | Robertinho de Recife e Beto Ibeas                                   | 3:19    |  |
| 4.     | "Gata (Wild Thing)"       | Chip Taylor / Versão de Luis Toth (Adaptação: Robertinho de Recife) | 3:43    |  |
| 5.     | "Corações e Pernas"       | Robertinho de Recife e Fausto Nilo                                  | 3:58    |  |

| Lado B |                   |                                                    |         |  |
| N.º    | Título            | Compositor(es)                                     | Duração |  |
| 6.     | "Barbaridade"     | Robertinho de Recife e Fausto Nilo                 | 4:19    |  |
| 7.     | "O Trem Fantasma" | Robertinho de Recife e Fausto Nilo                 | 3:48    |  |
| 8.     | "Dança Lolita"    | Robertinho de Recife                               | 4:51    |  |
| 9.     | "Pedrada"         | Robertinho de Recife, Beto Ibeas e Zé Renato Massa | 2:33    |  |
| 10.    | "Assassina"       | Robertinho de Recife e Zé Renato Massa             | 3:17    |  |

## Créditos
- Robertinho de Recife - Guitarra e Voz
- Beto Ibeas - Baixo elétrico e Vocal principal
- Zé Renato Massa - Bateria e Back-vocal